# Algarrobo (drewno)
Algarrobo – zbiorcza nazwa dla drewna pozyskanego z wybranych spomiędzy 45 gatunków roślin należących do rodzaju jadłoszyn Prosopis. Są to niewielkie drzewa lub krzewy rosnące na obszarach subtropikalnych i tropikalnych Ameryki Północnej, Ameryki Południowej, Afryki i południowo-zachodniej Azji.
Szczególnie doceniane jest drewno z Prosopis alba ze względu na swoją twardość. Wykorzystywane jest ono w stolarstwie oraz w przemyśle spożywczym (wytwarzanie beczek oraz naczyń do yerba mate). W przemyśle spożywczym wykorzystywane są także owoce - służące jako pokarm dla ludzi lub pasza dla zwierząt. Kora rośliny używana jest w procesie garbowania skór.